# Scheibe Zugvogel
El Scheibe Zugvogel es un planeador FAI Open Class que se construía en Alemania Occidental. Es un planeador de ala alta y monoplazas que fue producido por Scheibe Flugzeugbau. La primera versión fue diseñada por Rudolph Kaiser y versiones posteriores por Egon Scheibe.

## Variantes
- Zugvogel I

- Zugvogel II

- Zugvogel III

- Zugvogel IIIA

- Zugvogel IIIB

- Zugvogel IV

- Zugvogel IVA

- Scheibe SF-27 Zugvogel V

- Loravia LCA-10 Topaze

- Loravia LCA-11 Topaze